# 巴爾戈萬
巴爾戈萬（英語：Balgowan）是蘇格蘭鄧迪的地方，名稱來自蘇格蘭蓋爾語「Baile Ghobhainn」。